# Hadena montana
Hadena montana är en fjärilsart som beskrevs av Brandt 1941. Hadena montana ingår i släktet Hadena och familjen nattflyn. Inga underarter finns listade i Catalogue of Life.